# Brachionus donneri
Brachionus donneri is een raderdiertjessoort uit de familie Brachionidae. De wetenschappelijke naam van deze soort is voor het eerst geldig gepubliceerd in 1951 door Brehm.